# Río Llico (Llanquihue)
El río Llico es uno de los principales ríos de la provincia de Llanquihue en la Región de Los Lagos, en el sur de Chile. Corre de noreste a suroeste drenando parte de las laderas orientales de la cordillera Pelada. Tiene su nacimiento en el norte de la cordillera del Sarao.: 15 Sus últimos 17 kilómetros antes de desembocar al océano Pacífico hacen de límite comunal entre Fresia y Los Muermos. 
En el inventario de cuencas de Chile, es decir, administrativamente, pertenece a la cuenca número 104, llamada «Cuencas e islas entre Río Bueno y Río Puelo», pero es, científicamente, una cuenca propia de 1400 km², ubicada entre la del río Bueno y la del río Maullín. 

## Trayecto
Hans Niemeyer escribe sobre su viaje hasta el mar: Tiene un extraño y largo recorrido. Primero recorre con numerosas serpentinas en dirección al E un tramo de 14 km, donde dobla al noreste por 3 km y luego al norte siguiendo paralelamente la línea del Ferrocarril Longitudinal Sur, en plena Depresión intermedia, por 8 km, línea que cruza en la estación de Parga. A partir de este punto, que corresponde al km 34, teniendo como origen su nacimiento, toma dirección al noroeste hasta alcanzar su latitud más boreal después de cumplir otros 18 km. Aquí, en la junta del Paria dobla hacia el SO dirección que conserva hasta vaciarse en el mar en le ensenada Llico, donde forma una barra inabordable por embarcaciones Este último tramo de 28 km transcurre entre riberas boscosas entre los cerros costeros. El río Llico recorre en total 80 km en variadas y opuestas direcciones. En el ensanchamiento que sufre su cauce pocos kilómetros aguas arriba de la boca, deja en medio la isla Boca Chica.: 484 

## Caudal y régimen
El régimen de caudales del río Llico es definitivamente pluvial con mayores crecidas en la estación de lluvias. Su caudal se estima en 35 m³/s en su curso inferior.: 488  Risopatrón estima el área de su cuenca en 1070 km² y su longitud en 60 km.

## Historia
Luis Risopatrón lo describe en su Diccionario Jeográfico de Chile (1924):: 492 
Llico (Rio) 41° 22' 73° 47'. Corre hácia el SW entre riberas boscosas, con aguas que abundan en peces i se vácia en la ensenada del mismo nombre, donde presenta una barra mui brava i del todo inabordable para las embarcaciones; su largo total es de unos 60 kilómetros, su hoya hidrográfica de 1 070 km² i el gasto medio de 40 m³ de agua por segundo. 1, VIII, p. 165; i XXI, carta 69; 61, XXXV, p. 34 i 74; i 156; Llinco en 62, I, p. 44; i 155, p. 397; i Lliuco en 62, I, p. 50.